# Rudolph von Sinzendorf
Graf Rudolph von Sinzendorf (* 8. April 1757; † 15. Mai 1812 in Wien) war k. k. Generalmajor und Ritter des Maria Theresien-Ordens.

## Herkunft
Er entstammt der Ernstbrunn’schen Linie der Familie Sinzendorf. Seine Eltern waren Graf Wenzel Johann Eustach von Sinzendorf (* 19. Februar 1724; † 25. Mai 1773) und dessen Ehefrau Gräfin Maria Anna von Harrach (* 28. Februar 1725). Er hatte noch weitere Brüder, aber mit seinem Bruder Prosper (1751–1822) starb das Geschlecht aus.

## Leben
Mit 18 Jahren entschied sich der Graf für den österreichischen Militärdienst und kam als Kadett in das 1. Dragoner-Regiment, wechselte aber nach kurzer Zeit als Leutnant zur Infanterie. Im Jahr 1787 wurde er Hauptmann im Jägercorps Dandini. Mit seiner Kompanie kämpfte er unter anderem auf dem Balkan. Während des Ersten Koalitionskrieges kämpfte er 1792 erfolgreich bei Rechin, wo er mehr als 30 Angriffe auf seinen Vorposten erfolgreich abwehrte.
1794 stieg er zum Major auf und kämpfte im selben Jahr bei Maubeuge. Dort erwarb er sich am 20. Mai das Ritterkreuz des Maria-Theresien-Ordens. Er hatte einen Ausfall von 6000 Mann aus der Festung gegen seinen Posten bei Bettignies aufhalten und den weit überlegenen Feind sogar vollständig vertreiben können. Er zeichnete sich auch bei anderen Gelegenheiten aus, so am 1. März 1794, als er beim Übergang über die Roër mehrere feindliche Redouten eroberte, am 11. November 1795 bei der Belagerung von Mannheim, am 10. Dezember bei der Verteidigung von Schweigenheim sowie im Gefecht bei Aschaffenburg.
Anschließend kam er 1797 als Oberstleutnant in das Infanterieregiment Manfredini. Nach der Schlacht bei Stockach wurde er Oberst im Infanterieregiment Murray.
Im Jahr 1805 wurde er zum Generalmajor befördert und erhielt eine Infanterie-Brigade im Corps des Feldmarschall-Lieutenants Werneck. Während der Schlacht bei Ulm wurde das Corps am 17. Oktober 1805 in die Flucht geschlagen, die Reste inklusive Sinzendorf mussten am 18. Oktober in Trochtelfingen kapitulieren.
Der General starb 1812 unverheiratet in Wien.